# Антипкин, Пётр Андреевич
Пётр Андреевич Антипкин (1930—1999) — сельскохозяйственный деятель, Герой Социалистического Труда (1966).

## Биография
Пётр Антипкин родился 23 сентября 1930 года в деревне Мужицкое Духовщинского района Смоленской области в крестьянской семье. В 1945 году окончил школу-семилетку, после чего работал в колхозе «Пионер» Духовщинского района, получил специальность тракториста. В 1948—1951 годах Антипкин работал трактористом совхоза «Добринский», в 1951—1953 годах — стрелком военизированной охраны особого района Главпромстроя. В 1953 году он был призван на службу в Советскую Армию, демобилизован в 1955 году. Вернувшись на родину, работал трактористом, затем бригадиром тракторной бригады Верешковичской машинно-тракторной станции, а затем бригадиром тракторной бригады совхоза «Добринский». С 1964 года Антипкин руководил механизированным звеном по возделыванию картофеля.
В течение пяти лет звено Антипкина получало рекордные урожаи картофеля при самой низкой его себестоимости в районе.
Указом Президиума Верховного Совета СССР от 30 апреля 1966 года Пётр Антипкин за «получение высоких урожаев картофеля» был удостоен высокого звания Героя Социалистического Труда с вручением ордена Ленина и медали «Серп и Молот».
В 1972 году Антипкин окончил Смоленскую областную совпартшколу по специальности агронома-организатора, затем в течение десяти лет работал председателем колхоза «Новая жизнь» в Духовщинском районе. В 1982—1983 годах Антипкин занимал должность главного агронома Духовщинского района по защите растений, в 1983—1986 годах — инспектором Духовщинской инспекции по закупкам и качеству сельскохозяйственных продуктов, с февраля 1986 года — главным агрономом-инспектором по закупкам и качеству сельскохозяйственных продуктов Духовщинского райагромпромобъединения Смоленской области. В 1990 году вышел на пенсию. Проживал в деревне Зимец Духовщинского района, умер 6 октября 1999 года. Похоронен на городском кладбище Духовщины.